# Psathyropus damila
Psathyropus damila is een hooiwagen uit de familie Sclerosomatidae.